# Karsten Schul
Karsten Eckhard Schul (* 29. Mai 1967 in Siegen) ist ein deutscher Basketballtrainer, ehemaliger -spieler und heutiger Hochschuldozent.

## Laufbahn
Schul spielte Ende der 1980er Jahre für den Godesberger TV in der 2. Basketball-Bundesliga, später für den USC Freiburg ebenfalls in der zweithöchsten deutschen Spielklasse und von 1994 bis 1996 dann für den Post-SV Telekom Bonn beziehungsweise dessen Nachfolgeverein Telekom Baskets Bonn, mit denen er den Aufstieg in die Bundesliga schaffte. In der Saison 1996/97 gehörte der zwei Meter lange Innenspieler zum Aufgebot des Bundesligisten Bayer Leverkusen.
Er war dann als Co-Trainer in Leverkusen tätig, im Spieljahr 2000/01 dann als Assistenztrainer von Dirk Bauermann beim Bundesligisten Brandt Hagen. Ab 2001 hatte er den Posten des Co-Trainers bei den Telekom Baskets Bonn inne (u. a. an der Seite von Michael Koch) und ab 2008 zusätzlich das Amt des Sportlichen Leiters der Jugendabteilung des Telekom Baskets Bonn e.V.
2009 verließ Schul die Bonner und ist seitdem an der Deutschen Sporthochschule Köln als Lehrkraft am Institut für Kognitions- und Sportspielforschung sowie als Fachbereichsleiter und Modulbeauftragter im Lehrforschungsgebiet Basketball tätig. Zwischen 1988 und 2008 hatte er ebenfalls in Köln ein Sportstudium mit dem Schwerpunkt „Training und Leistung“ absolviert. 2015 legte er seine Dissertation mit dem Thema „Unterschiedliche Dimensionen allgemeiner und spezieller kognitiver Fähigkeiten im Basketball“ vor.
Neben seinen Aufgaben an der Sporthochschule blieb er als Basketballtrainer tätig, arbeitete von 2009 bis 2013 als Assistenztrainer für die luxemburgische Nationalmannschaft und war dann von Juni bis Oktober 2013 Cheftrainer der Auswahl. Er wurde in die Lehr- und Trainerkommission des Deutschen Basketball Bundes aufgenommen.
Im Sommer 2019 wechselte Schul zu seinem ehemaligen Verein, den Bayer Giants Leverkusen, und wurde dort Trainer der U16 in der JBBL. Rund ein Jahr später wurde Schul zum Trainer der Leverkusener Zweitvertretung in der 1. Regionalliga West. Die Mannschaft betreute er zusammen mit Tom Janicot. Im Sommer 2023 gab er das Amt des Trainers der Regionalliga-Mannschaft ab und wechselte wieder in den Leverkusener Nachwuchs. Bei den Rheinländern übernahm er die dritte Mannschaft in der WBV-Oberliga, welche vorwiegend auf Talente setzt.
2023 wurde Schul bei der deutschen U16-Nationalmannschaft Assistenztrainer und arbeitete als solcher wieder mit Bauermann zusammen.